# فتح‌الله فرود
فتح‌الله فرود (۱۲۸۰ مشهد - ۱۳۶۸) شهردار تهران، سناتور، نماینده مجلس شورای ملی و وکیل دادگستری بود.
پدرش فضل‏‌الله خان نبیل‏‌الدوله بود. پس از تحصیلات مقدماتى وارد مدرسه‏ ژاندارمرى شد و با درجه افسری در ژاندارمرى خراسان مامور خدمت شد. در زمانى كه كلنل محمدتقى ‏خان پسیان رئیس ژاندارمرى خراسان بود، سمت رئیس دفترى و آجودانى او را داشت. بعد از قیام و به قتل رسیدن كلنل، وى را به اتهام همكارى در قیام بازداشت كردند. چندى تحت تعقیب بود تا عفو شد.
پس از آزادی به تهران رفت و در مدرسه حقوق تحصیل کرد. چندى در وزارت فوائد عامه و زمانى در وزارت تجارت به خدمت اشتغال داشت. پس از آن حرفه‏ وكالت دادگسترى را پیشه‏ خود ساخت  و به عضویت انجمن شهر تهران انتخاب شد. یك دوره هم ریاست انجمن با او بود. 
فرود در سال ۱۳۲۲ به نمایندگی ساوه و زرند رسید كه همسرش املاک وسیعی در آن داشت (دوره چهاردهم). پس از ۲۸ مرداد ۱۳۳۲ نیز دو دوره نماینده تهران در مجلس شورای ملی بود. سپس شهردار تهران شد و براى عمران و آبادى جنوب شهر تهران تلاش بسیار كرد. در دوره نخست‌وزیری دكتر امینى بركنار شد و منزل خود را ستاد مبارزه علیه دولت امینى كرد. به دستور امینى بازداشت شد اما كارش به محاكمه نكشید. 
در سال ۱۳۴۲ سناتور تهران شد و یك دوره‏ چهارساله در مجلس سنا بود اما در دوره‌های بعدی او را کنار گذاشتند.